# Canicattini Bagni

Ubicació de Canicattini Bagni dins la província

Canicattini Bagni (sicilià Janiattini) és un municipi italià, dins de la província de Siracusa. L'any 2009 tenia 7.385 habitants. Limita amb els municipis de Noto i Siracusa.

## Fills il·lustres
- Arturo Basile (1914-1968), director d'orquestra

## Administració
| Període | Identitat    | Partit        |
| ------- | ------------ | ------------- |
| 2007-   | Paolo Amenta | Llista cívica |